# Ганеш (актёр)
Ганеш (канн. ಗಣೇಶ್, англ. Ganesh; род. 2 июля 1978, Адакамаранахалли,  Неламандагала, Бангалор, Карнатака, Индия) — индийский актёр, режиссёр и телеведущий, который снимается в фильмах языке на каннада.

## Биография
Ганеш родился в деревне Адакамаранахалли, талука Неламангала в сельском округе Бангалор. Он является выходцем из клана Горкха по линии отца Кишена, имеющего непальское происхождение. Его мать Сулочана, происходит из семьи Воккалига, живущей в Беллари. Ганеш имеет двух братьев: Махеша и Умеша. Махеш дебютировал в фильме Namak Haraam в 2016 году.
Ганеш закончил Basaveshwara English School в Неламангала, затем среднюю школу в районе Пинья Дасарахалли. Учась в колледже, он принимал участие в межуниверситетских театральных скетчах.
Имея степень по электронике, он стал больше интересоваться актёрским искусством и участвовал в различных труппах штата. В 2002 году он переехал в Бангалор и получил диплом по актёрскому мастерству.
Ганеш начал карьеру с местных сериалах и телефильме, который до сих пор не вышел на экраны. Также он пробовал себя в качестве телеведущего в шоу «Comedy Time» на телеканале Udaya TV. Благодаря популярности шоу он был замечен режиссёром Б. Сурешем, который предложил ему роль в фильме Tapori (2002). Его первое появление в кино было в роли злодея.
В 2006 году впервые он сыграл главную роль в фильме Chellata, который имел коммерческий успех. 
В том же году вышел фильм «Бесконечный дождь», в котором он сыграл в паре с тогда неизвестной штате актрисой Пуджей Ганди. Фильм снимали в сезон дождей в разных местах. Фильм имел коммерческий успех и стал самым кассовым фильмом за всю историю кино на каннада на тот момент, и благодаря этому фильму он стал знаменитым.
В 2007 году вышел фильм Krishna, где он сыграл с той же Пуджей Ганди, фильм имел коммерческий успех.
В 2010 году попробовал себя в качестве режиссёра сняв фильм Kool...Sakkath Hot Maga, но фильм провалился в прокате.
В 2013 году вышел фильм Auto Raja, который был снят по мотивам одноимённого фильма 1980 года, и имел коммерческий успех.
В 2016 году вышел фильм «Король стиля», в котором он впервые в карьере исполнил двойную роль. В этом же году вышло продолжение культового фильма «Бесконечный дождь 2».
В 2017 году вышел фильм Chamak, который имел положительную оценку критиков. Сейчас готовится к съёмкам фильма Mahendhar Manasalli Mumtaz.

## Личная жизнь
В 2008 году Ганеш женился на подруге Шилпе, имеют двоих детей: дочку Чаритхрию (род. 2009) и сына Вихаана (род. 2015)

## Фильмография
| Год  |   | Русское название    | Оригинальное название   | Роль                          |
| ---- | - | ------------------- | ----------------------- | ----------------------------- |
| 2002 | ф |                     | Tapori                  |                               |
| 2003 | ф |                     | Hudugigagi              | Janardhan                     |
| 2003 | ф |                     | Game for Love           |                               |
| 2003 | ф |                     | Dreams                  | John                          |
| 2004 | ф |                     | Abbabba Entha Huduga    |                               |
| 2004 | ф |                     | Baa Baaro Rasika        | Vishwa's friend               |
| 2005 | ф |                     | Aham Premasmi           | Ganesha                       |
| 2005 | ф |                     | Majic Ajji              | Venkatachalayya's subordinate |
| 2006 | ф |                     | Chellata                | Ganesh                        |
| 2006 | ф | Бесконечный дождь   | Mungaru Male            | Preetham                      |
| 2007 | ф |                     | Hudugaata               | Balu Mahendar                 |
| 2007 | ф |                     | Cheluvina Chittara      | Maadesha                      |
| 2007 | ф |                     | Krishna                 | Krishna                       |
| 2008 | ф |                     | Gaalipata               | Ganesh                        |
| 2008 | ф |                     | Aramane                 | Arun                          |
| 2008 | ф |                     | Bombaat                 | Anand                         |
| 2008 | ф |                     | Sangama                 | Balu                          |
| 2009 | ф |                     | Circus                  | Dhanush                       |
| 2009 | ф |                     | Ullasa Utsaha           | Preetham                      |
| 2009 | ф |                     | Maleyali Jotheyali      | Preetham                      |
| 2010 | ф |                     | Eno Onthara             | Surya                         |
| 2010 | ф |                     | Kool...Sakkath Hot Maga | Rahul                         |
| 2011 | ф |                     | Maduve Mane             | Suraj                         |
| 2011 | ф |                     | Shyloo                  | Manja                         |
| 2012 | ф |                     | Munjane                 | Manu                          |
| 2012 | ф |                     | Romeo                   | Ganesh                        |
| 2012 | ф | Мистер 420          | Mr. 420                 | Krishna                       |
| 2013 | ф |                     | Auto Raja               | Raja                          |
| 2013 | ф |                     | Sakkare                 | Vinay                         |
| 2013 | ф |                     | Shravani Subramanya     | Subramanya                    |
| 2014 | ф |                     | Dil Rangeela            | Preetham                      |
| 2015 | ф |                     | Khushi Khushiyagi       | Raj                           |
| 2015 | ф |                     | Buguri                  | Krishna                       |
| 2016 | ф | Король стиля        | Style King              | Картик / Каши                 |
| 2016 | ф |                     | Zoom                    | Santhosh                      |
| 2016 | ф | Бесконечный дождь 2 | Mungaru Male 2          | Preetham                      |
| 2016 | ф |                     | Sundaranga Jaana        | Lucky                         |
| 2017 | ф |                     | Pataki                  | Surya                         |
| 2017 | ф |                     | Mugulu Nage             | Pulkesh                       |
| 2017 | ф |                     | Chamak                  | Kush                          |
| 2018 | ф |                     | Raambo 2                | Lord Ganesh                   |
| 2018 | ф |                     | Orange                  | Santosh                       |
| 2019 | ф |                     | 99                      | Ram                           |
| 2019 | ф |                     | Gimmick                 | Ganesh                        |
| 2019 | ф |                     | Geetha                  | Shankar / Aakash              |